# ОСВАГ
ОСВАГ (ОСВедоми́тельное АГе́нтство) — информационно (осведомительно)-пропагандистский орган Добровольческой армии, а в дальнейшем — Вооружённых Сил Юга России во время Гражданской войны, наделённый монополией на предоставление информации о действиях официальных структур на юге Российского государства и распространение этой информации на территориях, подконтрольных его власти.
Основано летом 1918 года генералом Деникиным. ОСВАГ появился как Осведомительное агентство при дипломатическом отделе при генерале Алексееве. Потом его реорганизовали как пропагандистский отдел при Особом совещании. С февраля 1919 года он получил название «Отдел пропаганды при правительстве Вооружённых сил Юга России», но название ОСВАГ применялось с начала и до конца существования данного госоргана.
Главное управление ОСВАГа помещалось в Ростове по адресу ул. Садовая, д. 60. В занимаемых Русской армией населённых пунктах (самые крупные — в Одессе, Харькове и др.) открывались отделения, пункты и подпункты.

## Задачи
ОСВАГ создавался с тем, чтобы:
- информировать население о Белом движении, его целях и задачах,
- распространять информацию о преступлениях большевиков,
- увековечивать память о героях Белого движения,
- предоставлять сведения о современном положении дел.
- конкурировать с большевистской пропагандой.

## Структура
- информационная часть,
- агитационная часть,
- организационная часть,
- литературно-публицистическая часть,
- художественно-агитационная часть,
- техническая часть,
- общая часть.

Руководители — члены кадетской партии:
- физиолог С. С. Чахотин, получивший степень доктора в Гейдельбергском университете в Германии, ассистент академика И. П. Павлова.
- крупный донской предприниматель и общественный деятель Н. Е. Парамонов (с января 1919 года).
- профессор Петроградского университета по кафедре гражданского права профессор К. Н. Соколов (с 11 марта 1919 г.).

В период расцвета в центральном аппарате ОСВАГа работало 255 человек, общая численность сотрудников составляла по разным данным от 8,5 до 10 тысяч человек.

## Деятельность ОСВАГа

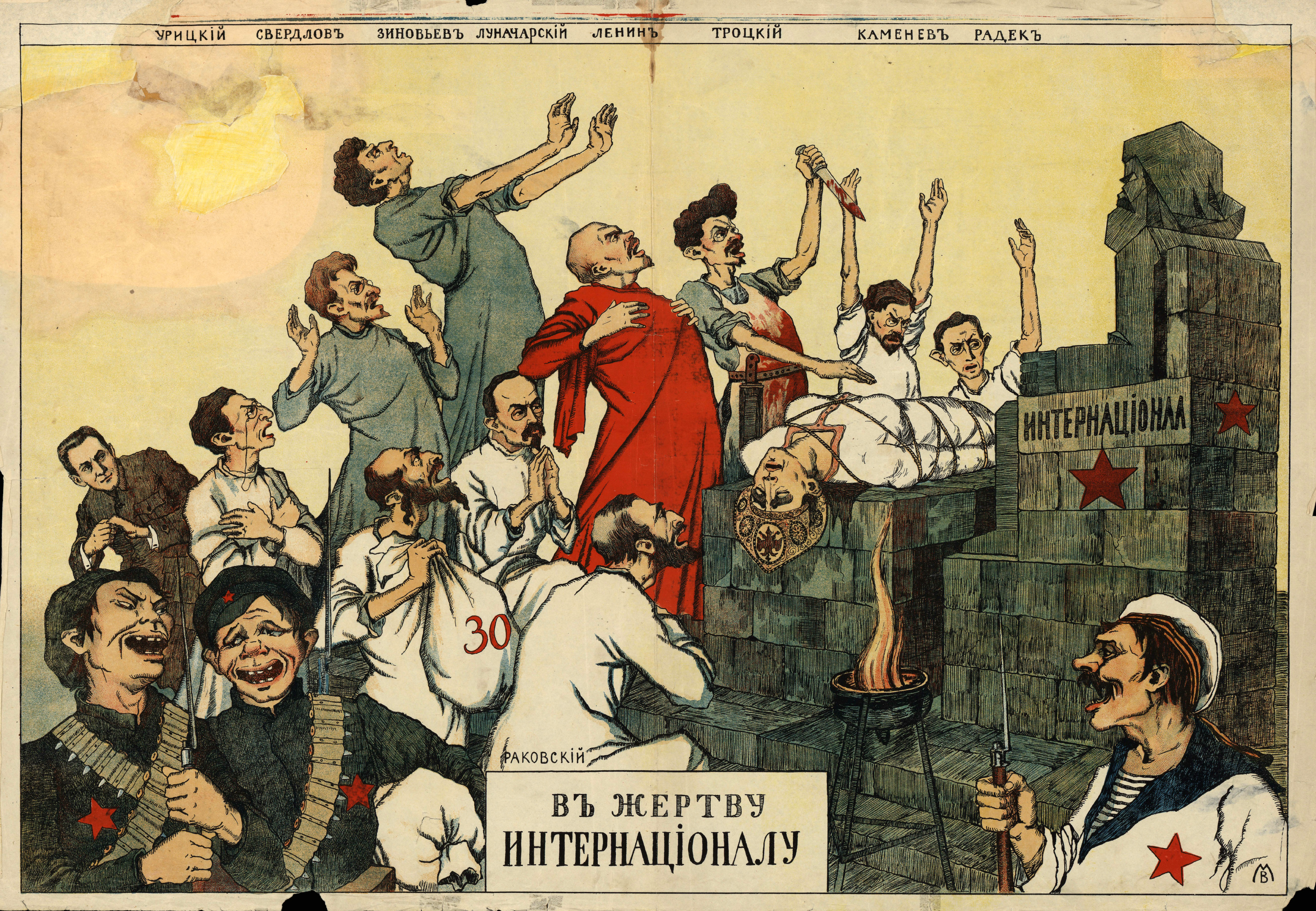
Белогвардейский плакат ОСВАГа «В жертву Интернационалу»

В подчинении ОСВАГа находился ряд газет — «Великая Россия», «Народная газета», «Жизнь» и др., журналов и театров; издавались плакаты, брошюры и листовки. Для освещения текущих событий на фронте и в тылу проводились фото- и киносъёмка. Имелось лекторское бюро, выпускался литературно-художественный журнал «Орфей», который редактировал Соколов С. А.
Для передачи информации, кроме обычного телеграфа, использовались установленные союзниками в Гурьеве, Таганроге, Новороссийске, Николаеве и Севастополе радиостанции мощностью до 35 кВт.

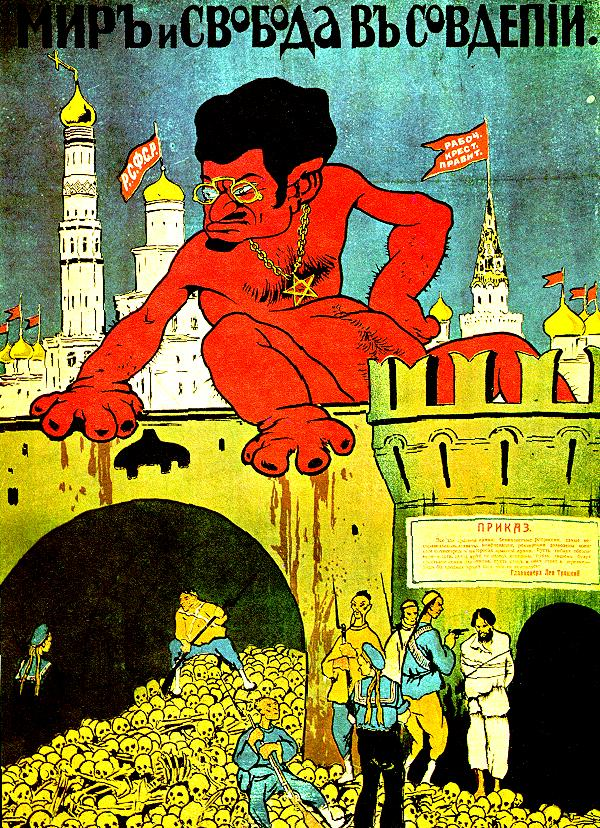
Пропагандистский плакат ОСВАГ «Мир и свобода в совдепии». 1919

Руководство Добровольческой армии делало большие ставки на ОСВАГ и выделяло на его нужды крупные суммы. Так, в январе 1919 года на пропаганду было выделено 25 миллионов рублей. К августу 1919 г. на территориях, подконтрольных ВСЮР, действовало 232 пункта и подпункта Освага.
Проводились попытки установления культа белых генералов Корнилова, Алексеева, Маркова и др. Их именами называли хутора, бронепоезда, госпитали и гимназии. Портреты деятелей Белого движения выставлялись в витринах и канцеляриях, в книжных магазинах продавались многочисленные жизнеописания.
Служба в ОСВАГе давала многим представителям творческих профессий возможность заработать. Кроме того, это избавляло от мобилизации.
С ОСВАГом сотрудничали:
- писатель Иван Бунин;
- писатель Евгений Чириков;
- философ, князь Евгений Трубецкой;
- художник Иван Билибин;
- художник Евгений Лансере;
- поэт Сергей Соколов

и другие представители российской интеллигенции.
Основной проблемой ОСВАГа были бессистемность работы и невозможность найти общий язык с другими государственными органами, в том числе с Донским отделом осведомления. Подчас идеи, провозглашаемые различными пропагандистскими структурами белых, противоречили не только чаяниям крестьян и рабочих, но и друг другу. Сотрудники ОСВАГа не сумели чётко сформулировать и донести до народа идеологию Белого движения. Все понимали, что борьба ведётся против большевиков, но мало кто мог объяснить «за что», собственно, воюет Белая армия.
Большим недостатком ОСВАГа было то, что его деятели не знали своей целевой аудитории и пытались привлечь симпатии крестьян и рабочих с помощью абстрактных лозунгов, а иногда и откровенного лубка. Нередко в основу пропаганды закладывался антисемитизм, по мнению историка Владлена Сироткина, ОСВАГ противостоял Окнам РОСТА следующим образом: 

С высоты прошедших лет, читая воспоминания участников Гражданской войны с «красной» и «белой» сторон, начинаешь понимать, что оба «агитпропа» — в Москве и в Ростове-на-Дону — были зеркальным отражением друг друга, только с обратными знаками. В Москве висели «Окна РОСТА» со стихами Маяковского и Демьяна Бедного, в Ростове — «Окна ОСВАГа» с виршами Наживина или «белого Демьяна» рифмоплёта А. Гридина. Там красноармеец протыкает штыком буржуя и белого генерала, здесь ражий доброволец — «жида» Троцкого.— Владлен Сироткин «Зарубежные клондайки России»
Руководство ВСЮР полагало, что в агитационно-пропагандистском отделе Добровольческой армии не место евреям и социалистам. Деникин прямо указывал, что считал «вредным участие евреев в отделе правительственной пропаганды» и дал указание удалить евреев, которых действительно было много в ОСВАГе. Распоряжением начальника Отдела пропаганды от 8 августа 1919 г. евреи из Освага были все «уволены до последнего». В связи с этими ограничениями К. Н. Соколов вспоминал: «Мы должны были работать без социалистов и евреев. Люди, знающие национальный и партийный состав нашей умеющей говорить, писать и по-настоящему агитировать интеллигенции, поймут, что это означало на практике…». Соколов писал о единичных прецедентах работы евреев в Осваге, поскольку «при повально антисемитском настроении массы, особенно военной, еврей в роли агитатора-пропагандиста был просто „невозможен“».

## Отношение к ОСВАГу
Историк А. С. Пученков обращал внимание на то, что современники сводили неудачную национальную политику ВСЮР к несостоятельности руководителей ОСВАГа, в особенности К. Н. Соколова. Критика ОСВАГа звучала как со стороны сторонников Белого дела, так и со стороны сторонников Советской власти.
Среди белых критика звучала как с правой, так и с левой стороны — у первых в ходу была фраза: «бей жидов и осважников» — они упрекали ОСВАГ за то, что он якобы переполнен евреями, стремящимися избежать призыва в Добровольческую армию. Левые упрекали ОСВАГ за то, «что он является подготовителем общественного мнения к восшествию адмирала Колчака на трон российский».
Позднее к критике деятельности ОСВАГ присоединилась Белая эмиграция.
ОСВАГ был ликвидирован генералом Врангелем в марте 1920 года.